# Этандитиол-1,2
Этан-1,2-дитиол (EDT) — органическое вещество из класса дитиолов, бесцветная жидкость с сильным запахом тухлой капусты. Широко используется в органической химии и применяется в качестве лиганда.

## Синтез
В промышленности EDT получают реакцией довольно дешёвого этиленгликоля (этан-1,2-диола) с водным раствором гидросульфида натрия. В лаборатории этан-1,2-диол можно получить реакцией 1,2-дибромэтана с тиомочевиной с последующим гидролизом.

## Химические свойства и применение
В органической химии используется в качестве защитной группы для карбонильных соединений (альдегидов и кетонов), которые с этан-1,2-дитиолом образуют 1,3-дитиоланы — пятичленные циклы с двумя атомами серы, расположенными через один атом углерода:
Смысл такой реакции в том, что полученные продукты, в случае, когда один из R или R' является атомом водорода (то есть исходный реагент — альдегид), можно депротонировать сильным основанием (например, бутиллитием) и затем алкилировать подходящим электрофилом для SN2-реакции нуклеофильного замещения.
Дальнейший синтез заключается в снятии данной тиольной защиты, которое можно осуществить, обрабатывая продукт солью ртути(II), которая связывает атомы серы в нерастворимый осадок.